# زواج المثليين في أروبا وكوراساو وسينت مارتن
لا يتم عقد زواج المثليين في أروبا أو كوراساو أو سينت مارتن، وهي بلدان مكونة (بالهولندية: landen) في هولندا. ومع ذلك، فإن الجزر ملزمة بعد عدة أحكام قضائية بتسجيل أي زواج (بما في ذلك زواج المثليين) مسجلة في المملكة، لكن ليس من الضروري أن تمنح حالات زواج المثليين هذه نفس التأثير القانوني مثل زواج المغايرين. بما أن الزواج في الأراضي الأوروبية الهولندية، وكذلك في بونير وسينت أوستاتيوس وسابا (المعروفة باسم الجزر الكاريبية الهولندية)، مفتوح أمام أي شخصين، فإن الزواج الذي يعقد هناك يجب أن يتم تسجيلها في الجزر.
قنّنت أروبا الشراكات المسجلة منذ أكتوبر 2016.

## زواج المثليين

### وضع زواج المثليين

القوانين المتعلقة بالمثلية الجنسية في جزر الأنتيل الصغرى.
زواج المثليين
الاعتراف بزواج المثليين المنعقد في الخارج فقط، دون الاعتراف بعقده في الداخل
شكل آخر من أشكال الاعتراف القانوني
لا اعتراف، أو غير معروف
المثلية الجنسية غير قانونية، لكن القانون لايتم تطبيقه
المثلية الجنسية غير قانونية

لدى كل من أروبا وكوراساو وسينت مارتن قوانين مدنية منفصلة، يُعرّف فيها الزواج بأنه الاتحاد بين الرجل والمرأة. ومع ذلك، يجب قبول شهادات الزواج والوثائق الأخرى المتعلقة بالأحوال المدنية من كل مكان في المملكة (أيضًا من الجزء الأوروبية والجزء الكاريبي من هولندا) من قبل الدول المكونة الأخرى بموجب المادة 40 من ميثاق مملكة هولندا، وبالتالي، فإن تسجيل زواج المثليين من هولندا ممكن في جميع الدول. لا يعني قبول وتسجيل الزواج من نفس الجنس معاملة تلقائية متساوية: إذا كانت المنشأة (مثل المزايا الاجتماعية) مفتوحة فقط للأزواج، فإن هذا لا ينطبق في بعض الحالات إلا على الأزواج المغايرين (الأزواج على النحو المحدد في القوانين المدنية للدول). ومع ذلك، عندما يكون المرفق مفتوحًا أيضًا للشركاء غير المتزوجين، فيجب تضمين الأزواج المثليين أيضًا على أساس قواعد عدم التمييز.

### الفقه
نظرًا لأن القوانين المدنية لا تشير إلى زواج المثليين، فقد قدمت العديد من القضايا أمام المحاكم معلومات عن حالة زواج المثليين في الجزر الثلاث. نظرًا لأن الفقه القانوني لمملكة هولندا يعتمد على بعضه البعض، فإن القرارات في الدول الأخرى لها نفس الحالة. قبل حل جزر الأنتيل الهولندية، كان كل من كوراساو وسينت مارتن جزءا من هذا البلد الأخير، وكما تستند هذه القوانين المدنية على القانون المدني لجزر الأنتيل الهولندية. أدناه نظرة عامة على الحالات ذات الصلة:

#### الاعتراف بالزواج الهولندي
رفعت قضية من قبل شارلين وإستير أودوبير-لامير. مشيرين إلى عجز إستير عن الحصول على المزايا الصحية من وظيفة تشارلين، حيث يحق ذلك للزوج في زواج المغايرين، اتهموا حكومة أروبا بالتمييز. كانت الحكومة تعارض بشدة الطعن أمام المحكمة. ذكر الزوجان أنهما كان يتم إلقاء الحجارة عليهما، وبأنهما كانتا تعانيان من الاكتئاب وكانتا تقيمان في هولندا بعد مغادرتهما أروبا في نوفمبر 2003 بسبب المضايقات عندما حاولتا التسجيل كزوجتين. في ديسمبر/كانون الأول 2004، قضت محكمة سفلى في الجزيرة بالاعتراف بالزواج بين شارلين وإستير أودوبير-لامير في هولندا في أروبا. كان موقف حكومة أروبا هو أن القانون المدني لأروبا لا يسمح بزواج المثليين، وأنه يتعارض مع طريقة حياة أروبا.
استأنفت الحكومة الحكم أمام محكمة العدل المشتركة لجزر الأنتيل الهولندية وأروبا. أيدت المحكمة القرار في 23 أغسطس 2005، قائلة: «يمكن تسجيل الزواج الهولندي في السجل. بما أن أروبا جزء من مملكة هولندا، فيجب عليها الامتثال لمطالب المملكة». استند الحكم إلى المادة 40 من النظام الأساسي لمملكة هولندا التي تنص على أن الشهادات المدنية سارية في جميع أنحاء المملكة.
رد رئيس وزراء أروبا نيلسون أوودر على القرار بإعلانه: «لا نعطي أي اعتراف قانوني أو معنوي بزواج المثليين». استأنفت الحكومة الحكم أمام المحكمة العليا في هولندا. في 13 أبريل 2007، أعلنت المحكمة العليا أنه وفقًا لميثاق مملكة هولندا، فإن جميع حالات الزواج التي تم التعاقد عليها في مختلف أنحاء مملكة هولندا، يجب أن تكون مقبولة في أجزاء أخرى من المملكة كذلك. وقالت إن المسألة التي تقول إن أروبا ليس لديها قانون زواج المثليين أو أنه يتعارض مع «طريقة حياة» أروبا لا علاقة لها بهذه القضية. بموجب هذا الحكم، يجب على أروبا، وكذلك كوراساو وسينت مارتن، الاعتراف بزواج المثليين الذي يتم عقده في هولندا.

#### طلاق المثليين
في حالة طلب الطلاق المشترك لزوجين مثليين في أروبا، قضت إحدى المحاكم في عام 2008 بأنه على الرغم من أن زواج المثليين غير مذكور في القانون المدني لأروبا، فإن الشركاء شكلا زوجين متزوجين وعليه ينبغي السماح لهما بالطلاق.

#### عدم المساواة في المعاملة للأزواج المتزوجين
في عام 2009، قضت محكمة العدل المشتركة لجزر الأنتيل الهولندية وأروبا في قضية مستأنفة بأنه لا يتعين منح شريك الرعاية في زواج من نفس الجنس استحقاقات الرعاية الصحية في نظام الرعاية الصحية لموظفي الحكومة.
حكمت المحكمة بالمثل في قضية تنطوي على تسجيل زوجين مثليين في نظام تأمين صحي جماعي، وذكرت صراحة أن إدراج الأزواج المثليين كان ممكنًا فقط لأن التسجيل مفتوح أيضًا للشركاء غير المتزوجين وبالتالي استبعاد الأزواج المثليين يشكل تمييزا. إذا تم استبعاد الشركاء غير المتزوجين، فلن يكون هناك التزام بإدراج الأزواج المثليين.

### الإجراءات التشريعية
في سبتمبر 2018، خلال الاحتفال السادس لمسيرة فخر المثليين في كوراساو، سلمت منظمات حقوق المثليين المثليين فوكو كوراساو (بالهولندية: FOKO Curaçao) و «مساواة كوراساو» (بالهولندية: Igualdat Kòrsou) و «كوراساو غاي برو» (بالهولندية: Curaçao Gay Pro) مشروع قانون لنائبة رئيس البرلمان جيزيل مكويليام للسماح للأزواج المثليين بالزواج في كوراساو. أشادت مكويليام بذلك قائلة: «أعتقد أنه رائع. إنه يظهر أن الديمقراطية حيّة في كوراساو. يمكن أن تأتي هذه المبادرات ليس فقط من البرلمان أو الحكومة، ولكن أيضًا من الناس أنفسهم. لكل شخص الحق في تقديم مشروع قانون، وسأفعل كل ما في وسعي لمساعدة هذه المجموعة، لأنهم أيضًا جزء من كوراساو». وفقًا لرئيس الوزراء يوجين روغيناث، الذي حضر المسيرة، حان الوقت دخول النقاش. وقال: «الإقصاء والتمييز ضد مجتمع المثليين يؤثر على حقوق الإنسان». في 4 يونيو 2019، تم تقديم مشروع القانون إلى مجلس كوراساو.

## الشراكات المسجلة

### أروبا
في نوفمبر 2015، وعد رئيس الوزراء مايك إيمان بدعم المبادرات لتشريع الشراكات المسجلة للشركاء المثليين. في 8 سبتمبر 2016، صوّت برلمان أروبا لصالح تعديل القانون المدني لأروبا لتشريع الشراكات المسجلة (بالهولندية: geregistreerd partnerschap؛ بابيامنتو: union civil) للشركاء المثليين والشركاء المغايرين. يمنح التعديل الشركاء في الشراكات المسجلة العديد من الحقوق الممنوحة للأزواج، مثل الحصول على المعاشات الزوجية وسلطة اتخاذ القرارات الطبية الطارئة. تم توقيعه ليصبح قانونًا في 23 سبتمبر 2016. دخل القانون حيز التنفيذ في 10 أكتوبر 2016، بعد أن تم تغيير التشريعات الأخرى ذات الصلة.</ref>
| الحزب                     | صوت لصالح | صوت ضد | امتنع عن التصويت/غائب |
| ------------------------- | --------- | ------ | --------------------- |
| حزب الشعبي الأروبي        | 7         | 5      | 1                     |
| الحركة الانتخابية الشعبية | 3         | -      | 4                     |
| الديمقراطية الحقيقية      | 1         | -      | -                     |
| العدد الإجمالي            | 11        | 5      | 5                     |

### كوراساو وسينت مارتن
في أعقاب إقرار مشروع شراكة مسجلة في أروبا، أعلنت منظمات المثليين في كل من كوراساو وسينت مارتن أنها تأمل في أن تتم الموافقة على مثل هذه القوانين في بلدانها.
بعد اقتراح تعديل يمنح الأزواج المتساكنين (بما في ذلك الشركاء المثليين) بعض الحقوق المحدودة، لمجلس كوراساو في عام 2017، اقترح رئيس الوزراء السابق غيريت شوت إجراء استفتاء حول تقنين زواج المثليين في الجزيرة.